# Homo erectus erectus

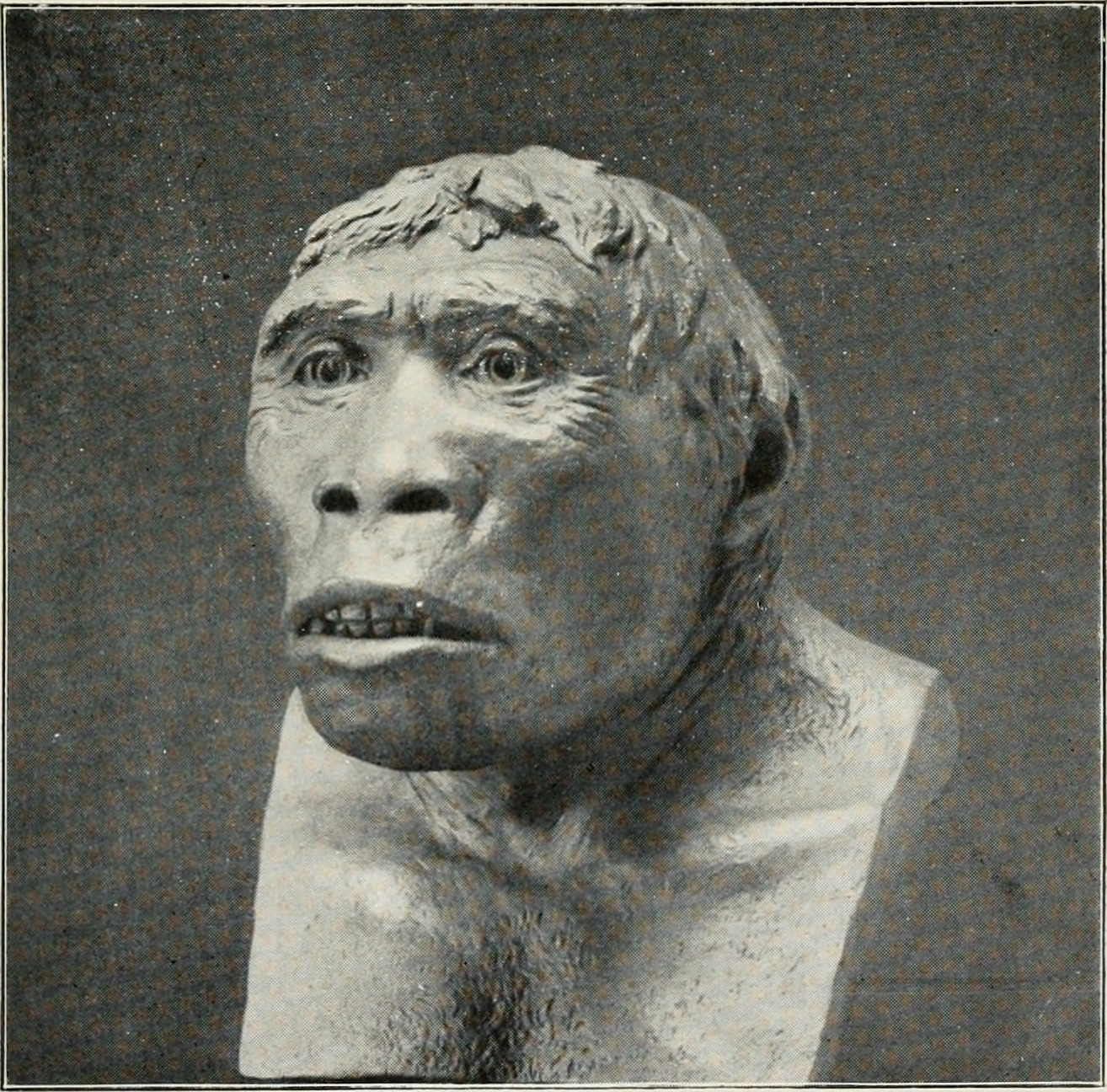
Java Man phục dựng

Người vượn Java (Homo erectus erectus, tiếng Anh: Java Man) là tên phổ biến của hóa thạch người cổ xưa phát hiện tại Di chỉ Trinil ở đảo Java (Indonesia) vào năm 1891 và 1892. Sau này mẫu vật còn có tên là "Pithecanthropus-1" và "Trinil 2".
Eugène Dubois dẫn dắt nhóm khai quật đã phát hiện một chiếc răng, một xương sọ và xương đùi ở Trinil trên bờ sông Solo ở Đông Java. Cho rằng hóa thạch là đại diện của "mắt xích còn thiếu" giữa loài vượn và con người, Dubois đặt tên cho loài này tên khoa học là Anthropopithecus erectus, sau đó đổi tên thành Pithecanthropus erectus.
Hóa thạch làm dấy lên nhiều tranh cãi. Gần mười năm sau năm 1891, đã có gần 80 cuốn sách hay bài báo đã được công bố về phát hiện của Dubois. Mặc dù lập luận Dubois ít chấp nhận rằng "người vượn Java" là một hình thức chuyển tiếp giữa vượn và con người . Một số bác bỏ những hóa thạch là khỉ không đuôi, và những người khác thì coi như con người hiện đại, trong khi nhiều nhà khoa học coi Java Man là một nhánh nguyên thủy của sự tiến hóa chẳng có gì liên quan đến con người hiện đại. Trong những năm 1930 Dubois còn tuyên bố rằng Pithecanthropus được xây dựng giống như một "vượn khổng lồ" (gibbon), một nỗ lực nhiều hiểu lầm của Dubois để chứng minh rằng nó là "mắt xích còn thiếu".
Sự tương đồng giữa Pithecanthropus erectus (người vượn Java) và Sinanthropus pekinensis (người vượn Bắc Kinh) dẫn đến Ernst Mayr đổi tên cả Homo erectus vào năm 1950, đặt chúng trực tiếp trong cây tiến hóa của con người. Để phân biệt "người vượn Java" với các quần Homo erectus khác, vào những năm 1970 một số nhà khoa học đã bắt đầu coi nó như là một phân loài Homo erectus erectus. Hóa thạch khác được tìm thấy trong nửa đầu của thế kỷ 20 ở Java tại Sangiran và Mojokerto, tất cả đều nhiều tuổi hơn so với những người được Dubois tìm thấy, cũng được coi là một phần của loài Homo erectus. Ước tính tuổi cho ra từ 700 Ka đến 1 Ma, và tại thời điểm phát hiện thì những hóa thạch này là những hóa thạch Hominin lâu đời nhất được tìm thấy. Các hóa thạch người vượn Java đã được trưng bày tại Naturalis Biodiversity Center ở Hà Lan kể từ năm 1900.
Ngày nay hầu hết các cổ nhân học phân loại mẫu vật là loài Homo erectus, và đôi khi được nhấn mạnh bằng cách thêm một phân loài biệt danh theo địa điểm phát hiện là Homo erectus javanicus.